# ルーセント・テクノロジー
ルーセント・テクノロジー（英語: Lucent Technologies）は、それまでAT&Tテクノロジーと呼ばれていた企業から生まれた技術系企業であり、それにはかつてのウェスタン・エレクトリックとベル研究所が含まれていた。AT&Tからは1996年9月30日に分離した。日本では、ルーセント・テクノロジーズという呼称の方が一般的である。
ルーセントは2006年12月1日、フランスの企業アルカテルSAと合併し、アルカテル・ルーセントとなった。

## 歴史
AT&Tが機器製造事業を切り離すことを決定した主な理由は、競合する電気通信事業者にも販売できるようにして利益を上げるためだった。それらの顧客は直接的な競争相手からの機器購入には二の足を踏んでいた。ベル研究所を加えることで箔がつき、多数保有する特許も収入源となった。
分離の際、ルーセントを率いたのはヘンリー・シャハトで、彼はAT&Tの各部門を独立させるために採用された人物だった。1997年、シャハトの後任として Richard McGinn がCEOとなった。1990年代末、ルーセント株は投資家の間で人気となり、独立時の7.56ドルから84ドルにまで高騰した。しかし2000年1月6日、ルーセントは四半期の予算を間違えたことを発表し、後にそれまでの決算にも間違いがあったことが明らかとなり、人気は下降した。2002年10月、株価が最低の55セントになるとヘンリー・シャハトが一時的にCEOに復帰した。
1999年、ルーセントは通信機器企業 Ascend Communications（カリフォルニア州アラメダ）を240億ドルで買収した。ジュニパーネットワークスの買収も検討されたが、ルーター等は自社開発することに決定した。
2000年4月、ルーセントはコンシューマ製品部門を VTech と Consumer Phone Services に売却した。2000年10月には、ビジネスシステム部門をアバイアとして独立させた。2002年6月には、マイクロエレクトロニクス部門を Agere Systems として独立させた（現LSIコーポレーション）。
2002年、ルーセントは福利厚生や12万5千人のOBへの年金などのカットを開始した。ルーセントはこのカットを将来に渡って継続することが生き残りに必須であると主張したが、いくつかの訴訟を生み、報道によるイメージダウンが続いた。
ルーセントの最終的な従業員数は3万500人となっていた（最盛期は16万5千人）。主な事業は、電話交換機、光通信、データ通信、無線通信などの機器製造である。シャハトの後を受けて Patricia Russo がCEOとなり、シャハトは取締役会に残留した。
2006年4月2日、ルーセントはアルカテルとの合併に合意したことを発表した。会社規模はアルカテルの方がルーセントの約1.5倍である。Russo は2008年に退任するまでアルカテル・ルーセントのCEOを勤めた。

## 部門
ルーセントには以下のような事業部門があった。
- ネットワークソリューション部門 - 固定電話および携帯電話事業者への機器提供、ソリューション提供
- ルーセント・ワールドワイド・サービス (LWS) - 各国の電気通信事業者への機器およびサービス提供（AT&TとベライゾンもLWSの顧客）
- ベル研究所 - 1925年創立の研究開発部門。

## 本社の設備

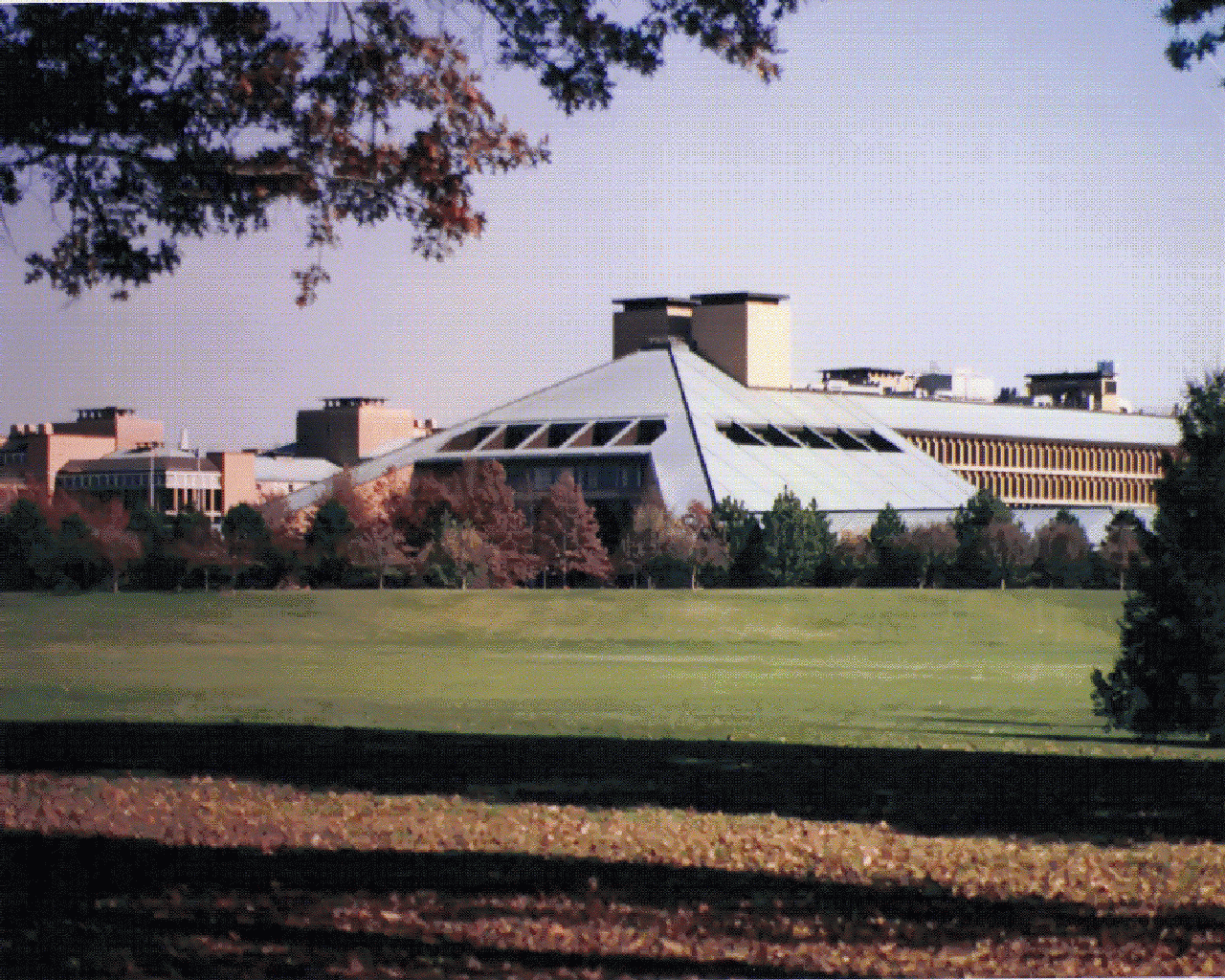
ルーセント本社

Murray Hill には1940年に作られた世界最古の楔状構造ベースの無響室がある。無響室の内側の高さは約9.1m、幅は8.5m、奥行きは9.8mである。周囲の壁は約91cmの厚さで、外部から音が侵入することを防いでいる。200Hz以上の音の音響エネルギーの99.995%を吸収する。この無響室はギネスブックに世界で最も静かな部屋として掲載されたこともある。この中では自分の関節の音や心臓の鼓動が非常に大きく感じられる。
Murray Hill の建物は、世界最大の銅製の屋根でも知られている。ルーセント・テクノロジーが2000年から2001年にかけて財政危機に陥ったとき、当時本社ビルだったこの建物で蛍光灯の3つに1つを消灯した（他の拠点でも同様の措置がとられた）。クリケット場もあり、近くにはラジコン飛行機やヘリコプターの操縦を楽しめるステーションもある。

## FCPA違反事件
2004年4月、ルーセントは中国現地法人でFCPA違反の疑いがあるとして、現地法人の会長、COO、営業担当重役、財務担当役員を解雇した。これは、サウジアラビア現地法人でのFCPA違反の疑いで行われた、DOJとSECの内部監査によって発覚した。

## ロゴ
ルーセントのロゴは Innovation Ring と呼ばれ、サンフランシスコのブランドコンサルタントであるランドーアソシエイツがデザインした。ルーセント関係者によれば、このロゴは禅の円相を90度回転させ、若干修正を施したものであるという。また、別の関係者はヘビが自分の尾を噛んでいるウロボロスだという。ルーセントのロゴはまた、常に再創造し再思考することを表しているという。
メディアでこのロゴと濡れたマグカップを紙の上に置いたときにできる跡を比較したことがあり、マンガ『ディルバート』の中で、ドッグバートが企業ロゴのデザインコンサルタントとして登場し、紙の上にコーヒーカップを置いて、その跡を "Brown Ring of Quality" と呼んでいた。